# Tito Verginio Tricosto Rutilo
Tito Verginio Tricosto Rutilo, in latino Titus Verginius Tricostus Rutilus, (... – 463 a.C.), è stato un politico e militare romano del V secolo a.C.

## Biografia
Tito Verginio apparteneva alla gens Verginia, una delle più antiche gens patrizie dell'antica Roma i cui membri conosciuti sono vissuti nel primo periodo della Repubblica romana.
Figlio di Proculo Verginio Tricosto Rutilo, console nel 486 a.C. e fratello di Aulo Verginio Tricosto Rutilo, console nel 476 a.C., venne eletto console nel 479 a.C. assieme a Cesone Fabio Vibulano, che era al suo terzo mandato. Tito venne inviato a combattere contro Veio ma, a causa della sua temerarietà, rischiò la disfatta dell'esercito, salvato dall'intervento tempestivo di Cesone accorso in aiuto mentre era in guerra contro gli Equi che avevano attaccato i Latini, alleati di Roma.
Tito Verginio apparteneva al collegio degli auguri quando morì nel 463 a.C., ucciso dalla pestilenza che aveva devastato Roma in quell'anno.